# Residenset i Nyköping
Residenset är en byggnad vid Stora torget i Nyköping som inrymmer kontors- och representationslokaler för landshövdingen i Södermanlands län . I Nyköpings länsresidens har även landshövdingen sin bostad, vilket den nuvarande landshövdingen Beatrice Ask återinförde 2020. Mellan 1971 och 2020 var denna inrymd i en villa. Byggnaden förvaltas av Statens fastighetsverk och är byggnadsminne sedan 1935.

## Historia
Fastigheten uppfördes 1806-1810 på privat initiativ av dåvarande landshövdingen Fabian Ulfsparre af Broxvik men övertogs av Svenska staten 1815. Omfattande renoveringar gjordes 1907-1908 och på 1930-talet, då kontorsflyglar tillkom.